# San Jose de Buan
San Jose de Buan è una municipalità di quinta classe delle Filippine, situata nella Provincia di Samar, nella regione di Visayas Orientale.
San Jose de Buan è formata da 14 baranggay:
- Aguingayan
- Babaclayon
- Barangay 1 (Pob.)
- Barangay 2 (Pob.)
- Barangay 3 (Pob.)
- Barangay 4 (Pob.)
- Can-aponte
- Cataydongan
- Gusa
- Hagbay
- Hibaca-an
- Hiduroma
- Hilumot
- San Nicolas